# 圣多拿狄堂

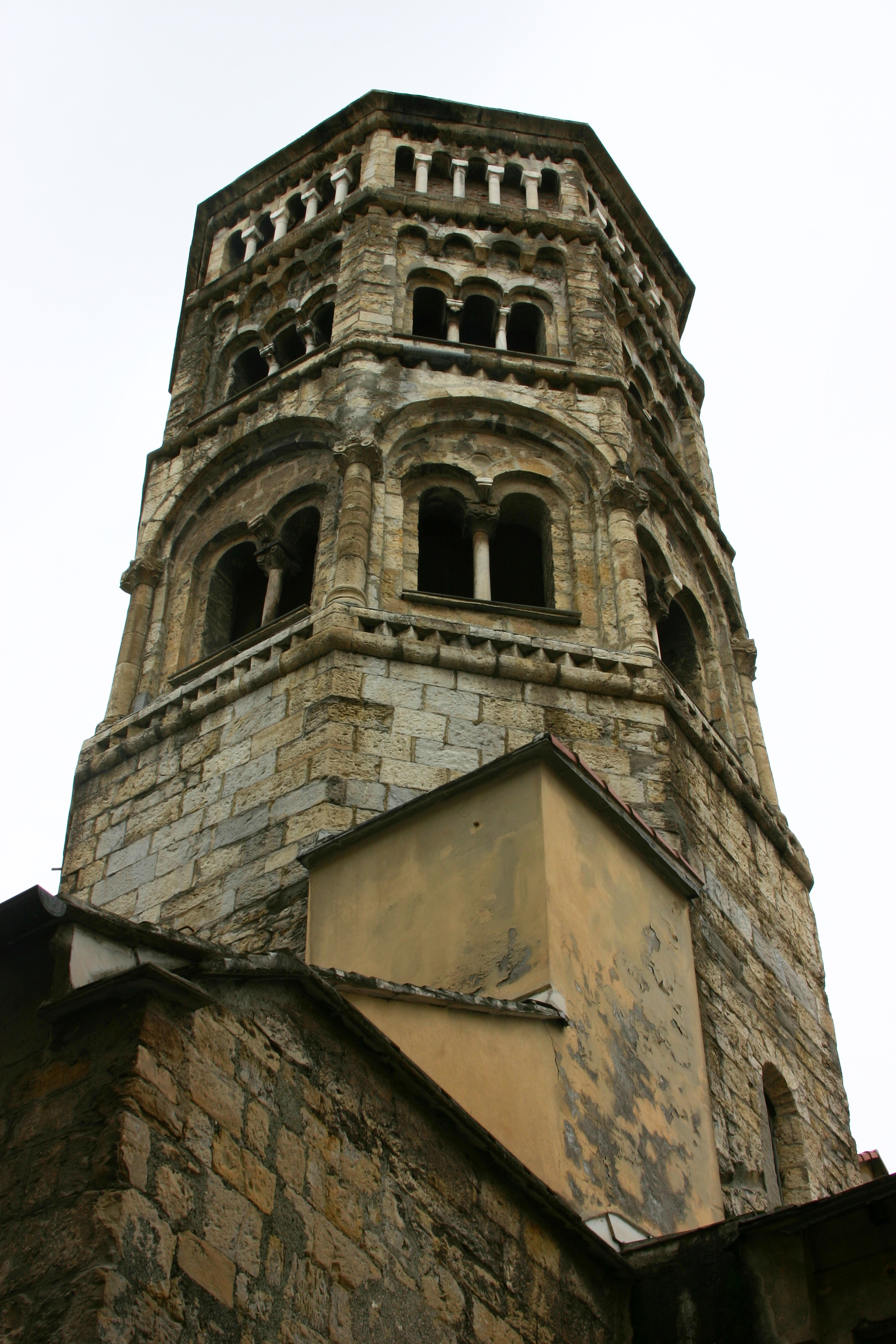
钟楼

圣多拿狄堂（Chiesa di San Donato）是意大利热那亚的一座罗马天主教教堂，于1189年5月1日祝圣，罗曼式建筑。
1684年炮击后，该堂曾数次重建。1892年12月4日重新祝圣。1946-1951年的重建保持其罗曼式外观。
堂内艺术品包括《圣母》（14世纪画家尼科洛达 Voltri）、《圣若瑟》（多梅尼科·皮奥拉）、大理石浮雕《耶稣受洗》、多折画《三王来朝》（朱斯·范·克利夫，1515）、以及《受难场景与圣母、圣若望》。